# スリランカ政府
スリランカ政府（英語: Government of Sri Lanka, シンハラ語: ශ්‍රී ලංකා රජය, タミル語: இலங்கை அரசாங்கம்、略称：GoSL）は、憲法によって定められたスリランカ民主社会主義共和国における政府。半大統領制を採用している。政府機構は経済の中心コロンボと、首都スリ・ジャヤワルダナプラ・コッテの両方にある。

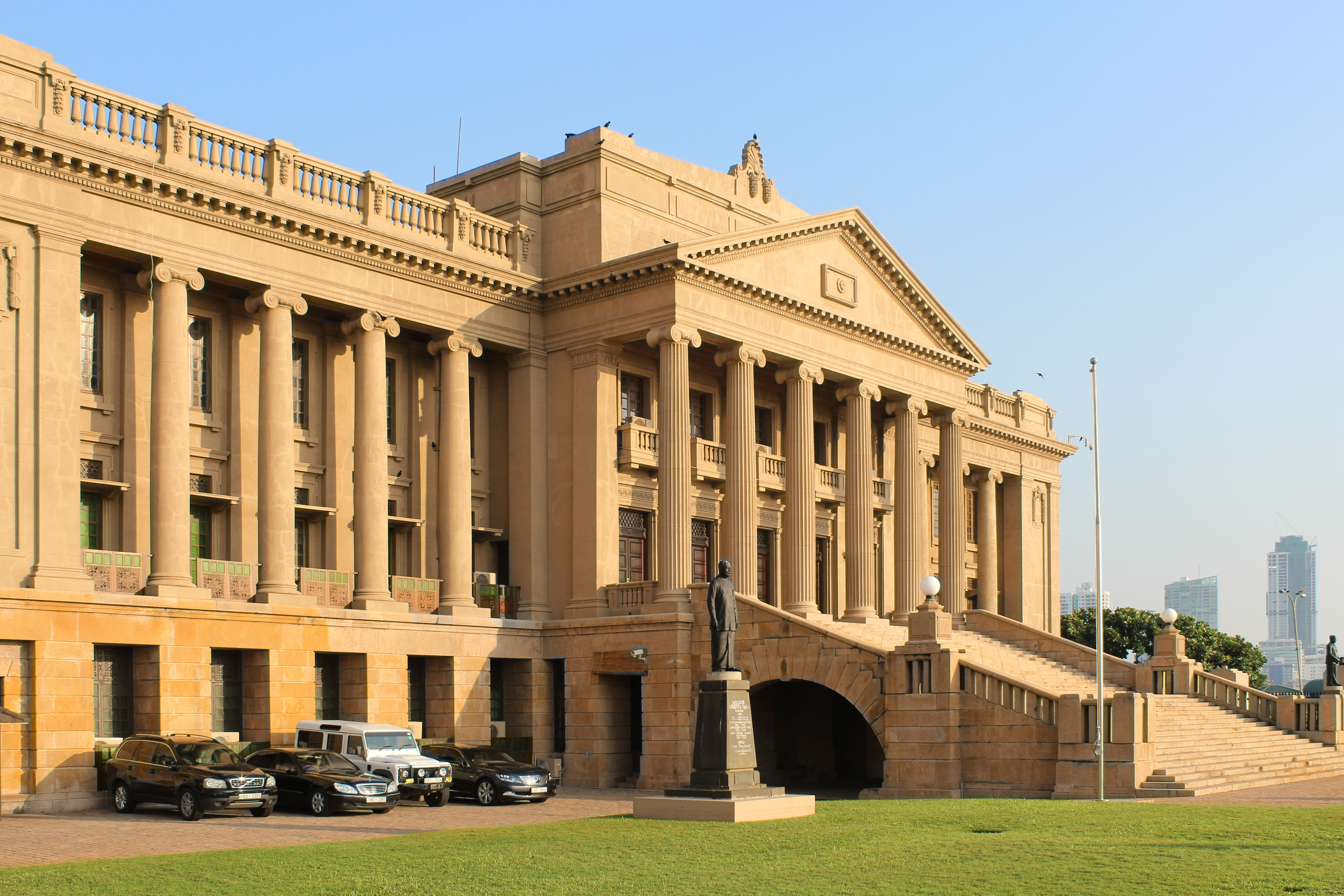
コロンボ・フォート地区にある旧国会議事堂

## 憲法
現行憲法であるスリランカ憲法は、独立宣言をした1978年9月7日に施行された。それ以前は1948年に施行されたセイロン憲法が存在した。スリランカ憲法は施行から2015年4月までに19回改正が行われている。

## 行政府
スリランカ大統領は政府の長、スリランカ軍最高指揮官を務め、5年に1度の選挙で選ばれる。大統領は行政の責任を議会に対して負うことが憲法上定められており、議会は3分の2以上の賛成と最高裁判所の同意によって大統領を解任することができる。
また、大統領は首相を指名する権限を持つ。首相は大統領の代理であり、与党党首が務める。議会が内閣不信任決議を可決した場合、内閣は解散し大統領が新しい内閣を組閣する。
| 役職   | 氏名                         | 政党     | 就任日        |
| ------ | ---------------------------- | -------- | ------------- |
| 大統領 | アヌラ・クマラ・ディサナヤカ | 国民の力 | 2024年9月23日 |
| 首相   | ハリニ・アマラスーリヤ       | 国民の力 | 2024年9月24日 |

## 立法府
国会の定数は225で、任期は6年である。そのうち196議席は大選挙区制で、残り29議席は比例代表制で選出される。大統領は国会を召集・延期、内閣を解散させる権限を有する。

## 司法府

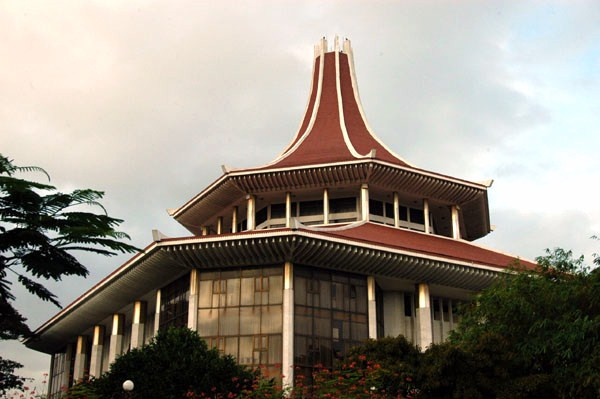
スリランカ最高裁判所

スリランカの裁判所は裁判官によって運営されており、権力分立が図られている。
スリランカの法体系は英米法、大陸法、現地の慣習法の混合となっている。